# Подінців'я
Подінців'я або Придінців'я — географічна область, що відповідає сточищу річки Сіверський Донець. Займає майже всю Харківську та Луганську області.

## Назва
Назву регіону позначають двома подібними варіантами — Подінців'я та Придінців'я. Згідно з «Топомінічним словником України» Миколи Янка, назви регіонів можуть писатися обома формами — з «при-», і з «по-» (наприклад, Придніпров'я та Подніпров'я, Придністров'я та Подністров'я).

## Донець як центральна вісь
Сіверський Донець — найбільша річка східної України й найбільша притока Дону. Загальна протяжність річки становить 1053 км, площа басейну 98 900 км². Тобто загальна площа басейну сягає майже 100 тис. кв. км. (для порівняння — площа Луганської обл. становить 26,68 тис. км², тобто вчетверо менша).
За іншими даними, площа басейну становить 54,9 тис. км. кв.

## Природні комплекси
Через Подінців'я проходить головний для Східної України екокоридор, який у північній частині Подінців'я перетинається зі східним краєм одного з головних широтних екокоридорів — Галицько-Слобожанським.
На півночі Подінців'я розташована зона Білогір'я — південних відрогів Середньої височини, з якої стікають як Донець, так і всі його ліві притоки — Великий Бурлук Оскіл, Айдар, Красна, Деркул та ін.
З півдня річище Дінця обмежено Донецьким Кряжем, з якого в Донець стікає багато дрібних річок, у тому числі Уда, Бахмутка, Казенний Торець, Лугань, Біла, Вільхова, Велика Кам'янка тощо.

## Подінців'я як регіон розселення українців
Значний внесок у розуміння історії регіону внесли дослідження Катерини Глуховцевої[недоступне посилання з липня 2019], зокрема, детальне картування варіантів слів, пов'язаних з побутом резидентів з різних районів (наприклад, позначення частин будівель або садиб, начиння, інструментів тощо).